# 归珧
归珧（？—？），唐代政治人物，于宝历年间担任余杭县令。在任期间，他按照东汉陈浑的方法重修南湖水利以解决东苕溪水患，又于南、中、北三苕溪会合处仿造南湖创筑北湖，塘高一丈，周围60里，既用于分洪蓄水，也便于农业灌溉。此外，他还另修筑了余杭通往西北方向的道路，便利来往交通。清代雍正《浙江通志》载，归珧在建造苕溪大塘的时候，洪水冲决了大塘，大塘难以完工，珧誓言“民遭水溺而不能救， 是珧之职也”，于是重新修筑大塘并最终竣工，这段大塘被后人称作“归长官堤”。归珧因辛劳过度而病逝任上，民间有“湖成而身殉”的说法，百姓为纪念他在湖边修筑了归府君庙，后又与陈浑、杨时一起祭祀于湖西南的三贤祠中。